# Alan Cagaev
Alan Konstantinovič Cagaev (in bulgaro Алан Константинович Цагаев?; Vladikavkaz, 13 settembre 1977) è un ex sollevatore bulgaro di origine osseta, medagliato olimpico e mondiale, che ha gareggiato nella categoria dei pesi massimi (fino a 105 kg.).

## Carriera
Nato in Ossezia Settentrionale-Alania, Alan Cagaev si trasferì in Bulgaria, ottenendone la cittadinanza e cominciando a gareggiare per il suo nuovo Paese di adozione nel 1999.
Salì alla ribalta internazionale in occasione delle Olimpiadi di Sydney 2000, conquistando la medaglia d'argento con 422,5 kg. nel totale, dietro all'iraniano Hossein Tavakoli (425 kg.) e davanti al qatariota di origine bulgara Said Saif Asaad (420 kg.). In un primo momento a Cagaev fu impedito di gareggiare dalla IWF a causa di uno scandalo doping che coinvolse diversi altri sollevatori bulgari in quei Giochi Olimpici e per il quale la Federazione internazionale bandì da subito la Federazione bulgara per un anno dalle competizioni internazionali, ma a seguito di un reclamo accolto dalla Corte di Arbitrato internazionale dello Sport, Cagaev ricevette il nulla osta per prendere parte alla competizione olimpica proprio poche ore prima del suo inizio.
Tuttavia, l'anno seguente non andò oltre l'8º posto finale con 405 kg. nel totale ai campionati mondiali di Antalya.
Nel 2002 Cagaev vinse la medaglia d'oro ai campionati europei di Antalya con 420 kg. nel totale, battendo l'ucraino Denys Hotfrid (417,5 kg.) e il turco Bünyamin Sudaş (417,5 kg. anch'egli), e, alcuni mesi dopo, ottenne anche la medaglia d'argento ai campionati mondiali di Varsavia con 417,5 kg. nel totale, battuto questa volta da Hotfrid (420 kg.).
L'anno successivo Cagaev vinse la medaglia d'argento ai campionati europei di Loutraki con 420 kg. nel totale, mentre ai campionati mondiali di Vancouver dello stesso anno terminò fuori classifica per aver fallito i tre tentativi di ingresso nella prova di strappo.
Nel 2004 vinse un altro titolo europeo con 420 kg. nel totale ai campionati europei di Kiev, battendo il russo Dmitrij Berestov (417,5 kg.) e il moldavo Alexandru Bratan (412,5 kg.). Poco prima delle Olimpiadi di Atene 2004, però, fu trovato positivo a un controllo antidoping e squalificato per due anni.
Nel 2007 ritornò su un podio internazionale, vincendo la medaglia d'argento ai campionati mondiali di Chiang Mai con 411 kg. nel totale, ma nel 2008, prima delle Olimpiadi di Pechino, fu nuovamente trovato positivo al doping, insieme ad altri sollevatori bulgari, e squalificato a vita.